# Köles
A köles a perjefélék (Poaceae) családjába és a kölesformák (Panicoideae) alcsaládjába tartozó Panicum és Pennisetum növénynemzetségek egyes fajainak összefoglaló elnevezése.[forrás?] A szót gyakran a legismertebb kölesfaj, a termesztett köles rövidebb neveként is használják. Mezopotámiában már 6000 évvel ezelőtt is termesztették. Onnan jutott el Ázsiába, Afrikába, Európába az ókorban és a középkorban, majd a 16. században a spanyolok, portugálok által Amerikába.
Ismertebb kölesfajok:
- termesztett köles (jófizető köles avagy kásaköles, Panicum miliaceum L.)
- gyomköles (Panicum ruderale)
- hajszálágú köles (Panicum capillare)
- indiai köles (Pennisetum glaucum vagy Pennisetum typhoides)

Az ugyancsak a kölesformák alcsaládjába tartozó olasz muhar (Setaria italica) olasz köles vagy rókafarkú köles néven is ismert, a perjeformák (Pooideae) alcsaládjába tartozó fénymagot (Phalaris canariensis) pedig kanárikölesnek is nevezik.

## Panicum nemzetség
A több száz faj legtöbbje Eurázsia meleg vidékein honos; hazánkban csak egy faját termesztik. A kölesből készített étel tápláló, de kissé nehezen emészthető, ezért ha kenyérnek sütik, gyakran búzaliszttel keverik. A kölest az ókori kínaiak is ették. Gluténre érzékenyek is fogyaszthatják, mert glutént nem tartalmaz.

### Termesztett köles
60–90 cm magas, egynyári fű; a levele lándzsás, szőrös. Virágzata már a virágzás előtt bókoló, oldalra hajló. Füzérkéje egyvirágú, szálkátlan.
Hazánkban két változatát termesztik. Az egyik bugája összehúzott, csomós és felálló, a másik kocsánya hosszú, bugája egy oldalra lekonyul. Ez utóbbi, a „bugás köles” bővebben terem. A humuszban gazdag, közepesen kötött talajt kedveli. A kései fagyok után kell vetni – mivel tenyészideje rövid, még júniusban is vethető. Augusztus-szeptemberben érik; magva kipergésre hajlamos. Nemcsak magját, de szalmáját is jól meg kell szárítani, különben megpenészesedik. Terméshozama nagyon ingadozó, a mag hektolitere 65–75 kg. A le nem hántolt kölest baromfitakarmánynak és szeszfőzésre is használják.
Betegségei:
1. Ha a üszög támadja meg, a növény alacsony marad, és szétroncsolódó bugája bennfullad a legfelső levélhüvelyben; az üszkös köles bugájában termés helyett fekete port találunk – az üszög spóráit. Ellene a magvak csávázásával védekezhetünk.
2. Rozsdásodását a Puccinia rubigo vera Wtr. nevű gomba okozza.
3. A zsenge, a magból éppen kikelt növény tövének barna foltosodása a Pythium de baryanum Hesse nevű gomba támadásának következménye. A foltok puhák, a növénykék lekonyulnak és elhalnak.
4. A leveleken feltűnő, hosszúkás, fekete, kissé kiemelkedő foltokat a Phyllachora graminis Fckl. nevű gomba okozza. A levelek idővel elsárgulnak és elfonnyadnak.
5. A Septoria gramineum Desm. nevű gomba is hosszúkás, de halvány, gyakran barna szegélyű foltokban tűnik fel a leveleken. A foltokon később apró, fekete szemecskék jelennek meg.
6. Anyarozs.

### További fajok
- A Panicum iumentorum Pers. (P. maximum Jacq.) É-amerikai; guineai fű vagy guineai moha néven sok helyen takarmánynak termesztik, de kertben is díszlik.
- A Panicum frumentaceum Roxb. Kelet-Indiában terem,
- a Panicum turgidum Fossk. Egyiptomban, lisztes magváért termesztett kölesféle.